# 青龙洲大桥
青龙洲大桥坐落在中国湖南省益阳市资阳区长春镇至赫山区谢林港镇公路青龙洲上，横跨资江，是一座自锚式悬索桥。

## 沿革
2017年6月30日，青龙洲大桥开建，中国共产党益阳市委员会书记、市人大常委会主任瞿海出席开工仪式，大桥耗资5.8亿元，由二航局四公司建造。2021年6月25日，大桥正式通车。

## 概况
青龙洲大桥横跨资江，北接白马山路延伸线，南接虎山路，全长约1.3千米，桥宽36.5米，时速80公里每小时，14节，双向六车道。